# Acicnemis
Acicnemis är ett släkte av skalbaggar. Acicnemis ingår i familjen vivlar.

## Dottertaxa tillAcicnemis, i alfabetisk ordning[1]
- Acicnemis aculeata
- Acicnemis afkeni
- Acicnemis alboguttata
- Acicnemis alternans
- Acicnemis ambigua
- Acicnemis ampliata
- Acicnemis andrewesi
- Acicnemis angularis
- Acicnemis angulifera
- Acicnemis angustula
- Acicnemis apicalis
- Acicnemis apicata
- Acicnemis apicenotata
- Acicnemis arachnopus
- Acicnemis arcufera
- Acicnemis armata
- Acicnemis auriculata
- Acicnemis bakeri
- Acicnemis bernhaueri
- Acicnemis biarcuata
- Acicnemis bickhardti
- Acicnemis biconifera
- Acicnemis bifida
- Acicnemis biformata
- Acicnemis biplagiata
- Acicnemis blanda
- Acicnemis brevipennis
- Acicnemis calliginosa
- Acicnemis callosa
- Acicnemis calva
- Acicnemis candida
- Acicnemis canora
- Acicnemis ciliata
- Acicnemis clavigera
- Acicnemis clypeifera
- Acicnemis comosa
- Acicnemis congruens
- Acicnemis coracina
- Acicnemis cordata
- Acicnemis corpulenta
- Acicnemis costata
- Acicnemis costulifera
- Acicnemis crassa
- Acicnemis crassiuscula
- Acicnemis crenulata
- Acicnemis cristata
- Acicnemis cruciata
- Acicnemis curta
- Acicnemis curvipes
- Acicnemis curvirostris
- Acicnemis decipiens
- Acicnemis decussata
- Acicnemis delicatula
- Acicnemis deridicula
- Acicnemis difficilis
- Acicnemis discolor
- Acicnemis diversa
- Acicnemis dohrni
- Acicnemis doriae
- Acicnemis dorsonotata
- Acicnemis dubitabilis
- Acicnemis dumalis
- Acicnemis elegantula
- Acicnemis elongata
- Acicnemis elongatula
- Acicnemis eludens
- Acicnemis excellens
- Acicnemis exclusa
- Acicnemis fairmairei
- Acicnemis falsa
- Acicnemis fausti
- Acicnemis femoralis
- Acicnemis festiva
- Acicnemis figurata
- Acicnemis filicornis
- Acicnemis filigera
- Acicnemis flavescens
- Acicnemis flavicollis
- Acicnemis flavosetulosa
- Acicnemis foveicollis
- Acicnemis fragosa
- Acicnemis frenata
- Acicnemis gestroi
- Acicnemis glabra
- Acicnemis gracilipes
- Acicnemis gracilis
- Acicnemis granulipes
- Acicnemis haddeni
- Acicnemis hartmanni
- Acicnemis helleri
- Acicnemis heteroscelis
- Acicnemis heynei
- Acicnemis hirsuta
- Acicnemis horni
- Acicnemis horrida
- Acicnemis hubenthali
- Acicnemis ibis
- Acicnemis indiscreta
- Acicnemis inops
- Acicnemis intermedia
- Acicnemis intonsa
- Acicnemis irritans
- Acicnemis javana
- Acicnemis jucunda
- Acicnemis kraatzi
- Acicnemis kukenthali
- Acicnemis künnemanni
- Acicnemis laeta
- Acicnemis languida
- Acicnemis laqueata
- Acicnemis lateralis
- Acicnemis laticollis
- Acicnemis latipennis
- Acicnemis latiuscula
- Acicnemis linea
- Acicnemis lobicollis
- Acicnemis longa
- Acicnemis longimana
- Acicnemis longirostris
- Acicnemis luculenta
- Acicnemis luteipes
- Acicnemis luteipilosa
- Acicnemis luteopilosa
- Acicnemis maculaalba
- Acicnemis maculicollis
- Acicnemis maculicornis
- Acicnemis mansueta
- Acicnemis marmorata
- Acicnemis medionotata
- Acicnemis meriones
- Acicnemis minima
- Acicnemis minor
- Acicnemis mirabilis
- Acicnemis modesta
- Acicnemis monilifera
- Acicnemis neelgheriensis
- Acicnemis nigrovariata
- Acicnemis nitens
- Acicnemis nobilis
- Acicnemis ornata
- Acicnemis ovalipennis
- Acicnemis oviclavata
- Acicnemis pachymera
- Acicnemis palliata
- Acicnemis parallela
- Acicnemis pardalis
- Acicnemis pascoei
- Acicnemis peduncularis
- Acicnemis perfecta
- Acicnemis persona
- Acicnemis personata
- Acicnemis petryi
- Acicnemis philippinensis
- Acicnemis platyptera
- Acicnemis postica
- Acicnemis praeambulans
- Acicnemis praeculta
- Acicnemis pulchella
- Acicnemis quadrata
- Acicnemis quadrimaculata
- Acicnemis rectangula
- Acicnemis reitteri
- Acicnemis reversa
- Acicnemis rosenstocki
- Acicnemis sagittata
- Acicnemis sannio
- Acicnemis sauteri
- Acicnemis schenklingi
- Acicnemis schroederi
- Acicnemis scutellata
- Acicnemis setigera
- Acicnemis setosa
- Acicnemis signifera
- Acicnemis sororia
- Acicnemis spilonota
- Acicnemis spinipennis
- Acicnemis squamifera
- Acicnemis stilata
- Acicnemis strigata
- Acicnemis styphloides
- Acicnemis subsignata
- Acicnemis superba
- Acicnemis suturalis
- Acicnemis testacea
- Acicnemis thoracica
- Acicnemis tibialis
- Acicnemis toxopeusi
- Acicnemis triangulum
- Acicnemis tristis
- Acicnemis tuberculata
- Acicnemis urbani
- Acicnemis wagneri
- Acicnemis variegata
- Acicnemis variegatus
- Acicnemis weberi
- Acicnemis vehemens
- Acicnemis x-nigrum
- Acicnemis zelirira
- Acicnemis zelivira